# کاشی (ریاضی)

کاشی کاری نامتناوب پنروز متشکل از دو نوع کاشی متمایز، لوزی چاق (آبی) و یک لوزی لاغر (سبز) است.

در تئوری موزائیک کاری (ریاضیات)، کاشی یکی از اشکال موزاییک کاری است.

## تعریف
موزاییک کاری یک صفحه به فرش کردن آن صفحه توسط کروهی از اسکال متناهی گفته می‌شود.
می‌توان مجموعه‌های مختلفی از نمونه‌های اولیه را برای کاشی کاری انتخاب کرد: انتقال یا چرخاندن هر یک از نمونه‌های اولیه، مجموعه نامتناوب متمایزی را تولید می‌کند و لازم به استفاده از کاشی دیگری برای پوشش فضا نخواهیم داشت. در موزاییک کاری تک کاشیی تنها از یک نمونه کاشی استفاده کنیم.

## نامتناوبی
کاشی را نامتناوب گوییم اگر نتوان هیچ کاشی کاری متناوبی با آن انجام داد. به طوری که تنها کاشی کاری نامتاوب را بتوان از آن ایجاد کرد. وجود چنین کاشی یکی از سوال‌های حل نشده شاخه ریاضیات می‌باشد.